# Browallia mirabilis
Browallia mirabilis är en potatisväxtart som beskrevs av S. Leiva González. Browallia mirabilis ingår i släktet browallior, och familjen potatisväxter. Inga underarter finns listade i Catalogue of Life.